# Het Meesterbrein van de Illusie-Pokémon
Het Meesterbrein van de Illusie-Pokémon (Engelse titel: The Mastermind of Mirage Pokémon) is de tweede speciale, extra lange aflevering in de Pokémonreeks. Het is de eerste speciale aflevering van Pokémon die in Amerika op televisie werd uitgezonden, waar deze tevens haar wereldwijde debuut maakte.

## Uitzendgegevens
Op 29 april 2006 maakte de aflevering haar wereldwijde debuut op de Amerikaanse zender The Kids' WB. Nederland volgde op 1 april 2007, waar de aflevering op tv-zender Jetix werd uitgezonden. Op 13 oktober 2006 maakte de aflevering in Japan haar debuut, via internet-stream op de website van TV Tokyo.

## Nasynchronisatie
Deze aflevering was de eerste in Nederlandse nasynchronisatie voor de Fred Butter Soundstudio, welke na zeven jaar het stokje overneemt van JPS Producties. Tevens is dit - even - einde Nederlandse beeldbewerking, met het gebrek aan aanpassingen bij termen als 'To Be Continued' (Wordt vervolgd) die tijdelijk even Engelstalig in beeld komen. Ook ontbreekt de Nederlandstalige aftiteling, waarin de afgelopen zeven jaar naast de Nederlandse hoofdrolspelers en leaderzanger ook andere medewerkers in vermeld werden.

### Rolverdeling
| Personages en stemacteurs | Personages en stemacteurs | Personages en stemacteurs | Personages en stemacteurs |
| Personage                 | Nederlands                | Engels                    | Japans                    |
| ------------------------- | ------------------------- | ------------------------- | ------------------------- |
| Verteller                 | Jeroen Keers              | Rodger Parsons            | Unshō Ishizuka            |
|                           |                           |                           |                           |
| Ash                       | Christa Lips              | Sarah Natochenny          | Rica Matsumoto            |
| Misty                     | Marlies Somers            | Michele Knotz             | Mayumi Iizuka             |
| May                       | Nicoline van Doorn        | Michele Knotz             | Midori Kawana             |
| Brock                     | Fred Meijer               | Bill Rogers               | Yūji Ueda                 |
| Professor Oak             | Jon van Eerd              | Billy Beach               | Unshō Ishizuka            |
| Dr. Yung                  | Fred Butter               | Billy Regan               | Hidenobu Kiuchi           |
|                           |                           |                           |                           |
| Max                       | Lot Lohr                  | Jamie Peacock             | Fushigi Yamada            |
| Pikachu                   | Ikue Ōtani                | Ikue Ōtani                | Ikue Ōtani                |
| Jessie                    | Hilde de Mildt            | Michele Knotz             | Megumi Hayashibara        |
| James                     | Paul Disbergen            | Billy Beach               | Shinichirō Miki           |
| Meowth                    | Bas Keijzer               | Billy Beach               | Inuko Inuyama             |
| Zuster Joy                | Mandy Huydts              | Michele Knotz             | Yuriko Yamaguchi          |
| Agent Jenny               | Edna Kalb                 | Jamie Peacock             | Chinami Nishimura         |
|                           |                           |                           |                           |
| Mewtwo                    | Katsuyuki Konishi         | Katsuyuki Konishi         | Katsuyuki Konishi         |
| Mew                       | Satomi Kōrogi             | Satomi Kōrogi             | Satomi Kōrogi             |

## Verhaal
Ash, May, Max, Brock en Pikachu lopen door het bos. Ash heeft een brief gekregen waarin staat dat hij bijzondere trainingsvaardigheden geeft. Er wordt gevraagd of hij naar het laboratorium van dr. Yang wil komen om daar een gloednieuw gevechtssysteem te testen. Als ze bij het kasteel aankomen, zien ze allemaal knoppen op de grond en zien ze professor Oak en Misty staan. Ook zij hebben een brief ontvangen. Dr. Yang stelt zichzelf voor en laat zijn nieuwe gevechtssysteem zien. Het is een illusieveld en de knoppen op de grond zorgen ervoor dat er Illusiepokémon verschijnen. Door de gevonden data kan hij iedere Pokémon laten zien en ook zijn geluid en bewegingen imiteren als de echte Pokémon. Ash wil een gevecht, maar Misty gaat voor.
Als ze bij het gevechtsterrein zijn, vechten Misty en haar Staryu tegen dr. Yang en zijn Aggron. Misty opent met een Bubbelstraal en heeft een voltreffer. Het heeft echter geen effect en Aggron verslaat Staryu gemakkelijk met Zandstorm, Bliksemstraal en Kogelregen. Dr. Yang vertelt dat Illusiepokémon alle aanvallen kunnen doen die ze willen doordat ze uit data bestaan. Als Ash tegen Aggron wil vechten vallen ze beiden aan. Plotseling blijft Aggron staan en verdwijnt. Het bedieningssysteem van dr. Yang ontploft in zijn hand en er verschijnen Illusiepokémons achter hem. Op het balkon verschijnt ineens een man die zichzelf de Illusiemeester noemt. De Illusiepokémon vallen aan en ontvoeren dr. Yang. Mew kijkt toe. De anderen vluchten naar buiten, omdat ze daar veilig zijn en het illusieveld maar tot het kasteel reikt. Ash, May, Max, Brock en Misty komen op tijd buiten, maar professor Oak wordt gevangen door een Aerodactyl en meegenomen.
Professor Oak wordt bewaakt door Illusiepokémon en de Illusiemeester vraagt aan hem wat de code van de database van professor Oak is. Oak weigert het hem te geven. Mew kijkt weer van een afstandje toe. De Illusiemeester zegt dat hij de ideale Pokémon wil creëren die geen zwakte kent. Ondertussen verzinnen Ash en Misty een plan. Brock gaat naar agent Jenny om haar te halen en May en Max blijven buiten het kasteel. Ash en Misty gaan samen met Corphish en Staryu door het water naar een opening in het kasteel en komen in een kamer terecht. Ook daar werkt het illusiesysteem en ook daar zijn er knoppen op de grond. Als ze de kamer uitstappen komen ze Team Rocket tegen die daar is om het illusiesysteem te stelen. Dr. Yang kan ze zien door middel van camera's en stuurt Illusiepokémon op hen af. Hij ziet Mew en valt hem aan met een Illusiepokémon en vertelt dat hij een onvolwaardige Pokémon is. De Illusiepokémon vallen Team Rocket aan en ze houden het weer voor gezien. Mew verschijnt bij hen en Ash en Misty zien hem. Ash, Misty en Pikachu worden gevangengenomen door een Machamp, een Machoke en een Ursaring. Pikachu valt Ursaring aan met zijn Bliksemstraal en een van de stralen gaat door het raam naar buiten. May ziet dat en gaat ernaartoe, terwijl Max buiten blijft. Pikachu ontsnapt en valt de andere Illusiepokémon ook aan. Machoke laat Misty vallen in een diepte, slaan Ash neer en pakken Pikachu en gaan er daarna mee weg. Als Ash weer opstaat ziet hij Mew en hij vraagt of hij ook een Illusiepokémon is en Mew knikt. Ash zegt dat hij zo anders is en Mew gaat zitten op een knop van het illusiesysteem. De knop is echter kapotgegaan door het gevecht en Mew wordt geëlektrocuteerd. Ash redt hem en samen gaan ze naar professor Oak en Pikachu op zoek.
Ondertussen hangt Misty aan een pad, wat als een brug over de diepte staat. Net als ze het niet meer volhoudt en loslaat wordt ze gegrepen door May. Ondertussen probeert de Illusiemeester in Pikachu's hersenen te kijken om zo data van Pokémon te verzamelen. Pikachu heeft zo een pijn, dat professor Oak ingrijpt en hem de code geeft. De code is 'Roodgroen'. Nu heeft de Illusiemeester alle data van elke Pokémon in handen en hij maakt een Mewtwo. Ash en Mew komen aan bij professor Oak en Ash pakt Pikachu beet. Ook Misty en May komen aan en met zijn allen zien ze hoe Mewtwo ontwaakt: de sterkste Pokémon die er bestaat. Mewtwo valt de andere Illusiepokémon aan en vernietigd ze in een keer. Daarna valt hij Ash, May, Misty, Pikachu en professor Oak aan, maar professor Oak roept zijn Dragonite op die zijn tornado doet om hen te beschermen. Daarna vluchten ze en Mew gaat mee. Ondertussen is Brock bij Jenny aangekomen en vertelt haar alles. Jenny gaat met Brock mee.
Als Ash, May, Misty, Pikachu en professor Oak eenmaal buiten zijn, komen er allemaal raketten uit het kasteel die het illusiesysteem uitbreiden. Nu kunnen de Illusiepokémon ook buiten komen. De Illusiemeester komt aanlopen en maakt een Entei, een Zapdos en een Articuno. Professor Oak vertelt dat de Illusiemeester eigenlijk dr. Yang is en hij vertelt dat de eerste verschijning van de Illusiemeester een illusie was, zodat het leek alsof dr. Yang ontvoerd werd, zodat hij zijn plan kon uitvoeren. Professor Oak hoorde het toen de Illusiemeester zei dat Mew een onvolwaardige Pokémon was. Hij vertelt ook dat dr. Yang waarschijnlijk wraak wil nemen op de Pokémonacademie, omdat hij werd geschorst toen hij zijn illusiesysteem liet zien, omdat het geen enkel respect tegenover de Pokémon liet zien. Dr. Yang laat Articuno, Entei en Zapdos aanvallen. Ash, Misty en May proberen zich te verweren, maar ze zijn te sterk. Dragonite valt Mewtwo aan met zijn Hyperstraal, maar Mewtwo houdt hem tegen met één hand. Daarna valt hij Dragonite aan. Mewtwo's hand verandert in het hoofd van een Arcanine en hij doet een vlammenwerper. Pikachu springt voor professor Oak en beschermt hem zo. Als Mewtwo vervolgens een Hyperstraal doet worden ze beschermt door de Bescherm van Mew. Mewtwo valt Mew aan en Mew wordt verslagen en verdwijnt.
Mewtwo absorbeert vervolgens de krachten van Entei, Articuno en Zapdos, waardoor hij nu alle data kan gebruiken en dus elke aanval kan doen die hij wil. Er verschijnen allemaal kleine hoofden van Pokémon op zijn lichaam en allemaal doen ze een aanval richting onze helden. Onze helden proberen een tegenaanval te doen, maar dit mislukt en ze worden hard geraakt. Gyarados valt om en valt op Team Rocket, die zich in de bosjes schuilhielden, en die daardoor wegvliegen. Alle Pokémon blijven liggen. Alleen Pikachu weet op te staan en hij doet een snelle aanval. Die wordt echter tegengehouden door Mewtwo.
Als Mewtwo de genadeslag wil geven, stopt hij ineens. Mew verschijnt uit het lichaam van Mewtwo en houdt hem in bedwang. Mews data zijn ook in Mewtwo gekomen en hierdoor kan Mew hem verslaan. Als hij dit doet, zal Mew echter ook weggaan. Terwijl Mew Mewtwo in bedwang houdt met al zijn krachten, doet Pikachu een Volttackle op Mewtwo en Mewtwo verdwijnt samen met Mew. Het illusiesyteem explodeert en het hele kasteel staat in brand. Dr. Yang wil het systeem herstellen en rent terug naar het kasteel. Professor Oak gaat hem achterna, maar de ingang stort in.
Later staan ze met zijn allen om het kasteel. Agent Jenny meldt dat ze dr. Yang nog steeds niet hebben gevonden. Professor Oak vertelt dat Mew waarschijnlijk toch een ziel had, ondanks dat hij ook een Illusiepokémon was, en dat daarom het illusiesysteem explodeerde. Ash zegt dat Mew ook echt geen onvolwaardige Pokémon was en iedereen is het daar mee eens. Hierna gaan de hoofdrolspelers weer op weg en scheiden de wegen met Misty en professor Oak.

## Controversie
Toen deze aflevering in Amerika uitgezonden werd, ontstond er heel wat opwinding over, doordat alle originele stemacteurs vervangen waren in verband met contractproblemen met het oorspronkelijke dubbingbedrijf 4Kids. Toen de klachten binnenstroomden, besloot Pokémon USA, het Amerikaanse bedrijf achter Pokémon, om de rollen opnieuw te verdelen. Het resultaat was dat de nieuwe stemmen precies op de oude stemacteurs leken, en dat terwijl het de oorspronkelijke stemacteurs niet eens waren. Deze re-dubversie is een extra op de Amerikaanse dvd van de achtste film Lucario and the Mystery of Mew.
In Nederland gebeurde eind 2006 precies hetzelfde als in Amerika, alleen was het in Nederland vanwege wat onduidelijkere redenen. Ook met de nodige controversie, maar wel minder ophef. Bram Bart (stem van James) en Jan Nonhof (stem van Meowth) werden vervangen, en hun vervangers zijn Paul Disbergen en Bas Keijzer. Voor het nieuwe, achtste seizoen van de televisieserie zelf dat volgde sneuvelden, naast de twee al vervangen hoofdrollen, nog eens een paar terugkerende gastrollen, waaronder Professor Oak (Jon van Eerd vervangen door Tony Neef), omdat Jon van Eerd voor opnames weg moest naar het buitenland, en de League stadionomroeper (Olaf Wijnants werd Huub Dikstaal). Ook moest de serie het enkele jaren zonder Rolf Koster als Tracey stellen. Wel was er de terugkomst van het concept Nederlandstalige leader, mét leaderzanger Herman van Doorn.

## Soundtrack
De titelsong is getiteld Pokémon Go!.

## Trivia
- Het wachtwoord dat Prof. Oak zei tegen Mirage Master is "REDGREEN".
- De Engelse redub van deze speciale aflevering werd getoond op de conventie Comic-Con (een jaarlijkse bijeenkomst voor fans) en het is een extra op de Lucario and the Mystery of Mew dvd's.